# 石籬天主教中學
石籬天主教中學（英語：Shek Lei Catholic Secondary School），簡稱「石天」，是位於香港新界葵涌的一所資助中學，由天主教香港教區主辦，校址為葵青區上葵涌石籬安捷街23-34號，位處孖指徑，佔地6000平方米。毗鄰東華三院伍若瑜夫人紀念中學及裘錦秋中學（葵涌），天主教聖若望宗徒堂亦位於校內。石籬天主教中學的家長教師會於2000年成立至今，而少年領袖生組織則於1991年成立。

## 辦學宗旨與校訓
石籬天主教中學秉承基督教福音精神，向學生提供全人教育，即德、智、體、群、美、靈並重，並培養他們具備「謙遜和平」的精神。而校訓是指虛懷若谷，樂於接受別人的教導以及學習與人共處之道。

## 學校行政
歷任校監
- 1981年至1999年：劉玉亭神父[8]
- 1999年至2006年：林柏棟神父[9][10]
- 2006年至2010年：麥景鴻神父[11][12]
- 2010年至2018年：邵錦棠神父[13]
- 2018年至今：黃景聲先生

歷任校長
- 第一任（1981年至1989年）：鄭唐淑柔 女士[14]
- 第二任（1989年至1998年）：蘇偉海 先生[14]
- 第三任（1998年至2003年）：羅耀維 先生[15]
- 第四任（2003年至2008年）：劉鳳兒 女士[8]
- 第五任（2008年至2019年）：陳惠瑩 女士[16][17][18]
- 第六任（2019年至今）：鄭惠兒 女士[19]

歷任副校長
- 梁鏡文先生[14]
- 蘇偉海先生[14]
- 梁育成先生、羅漢祥先生、楊穎兒女士[註 2]
- 利玉華先生[20]
- 鄭嘉敏先生[20]
- 伍健明先生[21]
- 岑步良先生[22]
- 李世雄先生[9]
- 陳冠華先生[23]
- 謝玉珊女士[24]

## 校徽
| 顏色 | 釋義     |
| 紅色 | 基督真光 |
| 白色 | 晴天碧海 |
| 藍色 | 晴天碧海 |

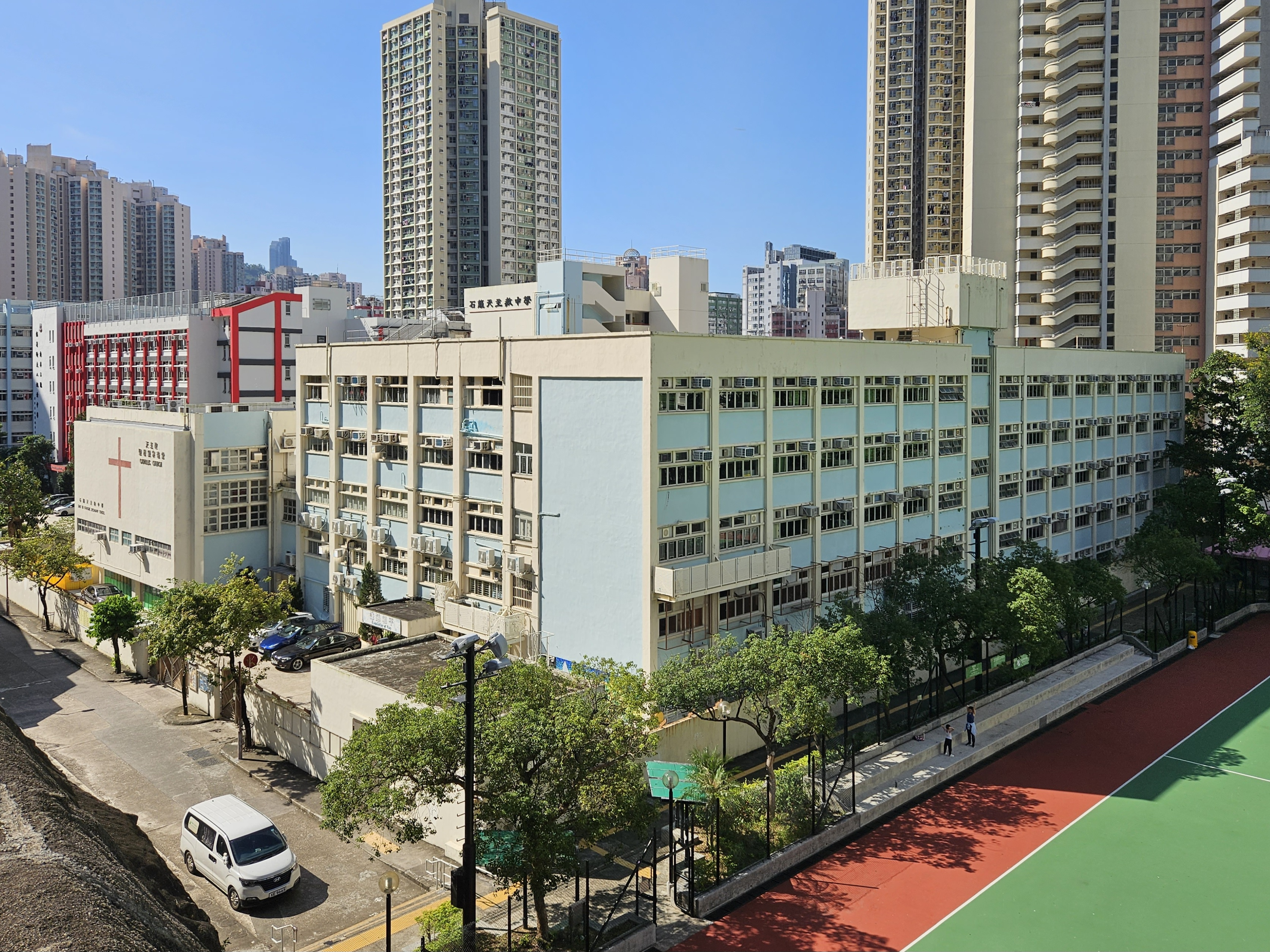
石籬天主教中學

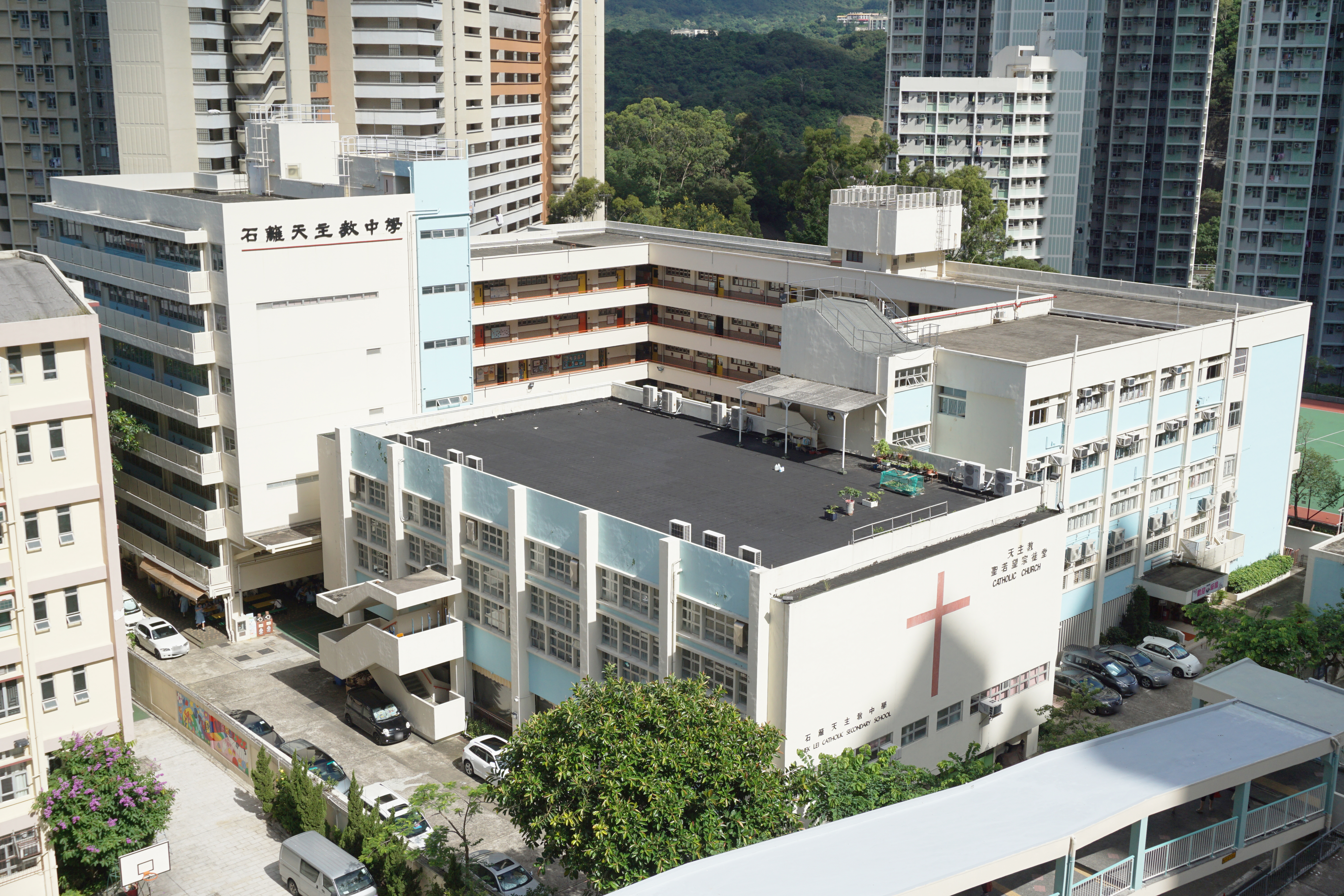
石籬天主教中學東南面

該校校徽為一個盾形。內裏有一個十字架及一本書，象徵在基督真光的照耀下，學生除了尋求學問外更要建立美善的人格。而校訓「謙遜和平」「HUMILITAE ET PAX」則分別以中文及拉丁文書寫，位於校徽正中方及綵帶內。

## 學校發展
天主教香港教區於1981年與米蘭宗座外方傳教會一同創辦石籬天主教中學，校舍於翌年啟用。而校園內樓高六層的新翼大樓原預計於2007年落成。結果提早一年完成工程。大樓主要為增建多媒體課室、活動中心、電腦輔助學習室、語言室及兩個教員室而設。在學術方面，該校創校時為一所英文中學。直至1998年配合母語教學政策推行而轉變成中文中學。學校開校時只開辦了中一年級，合共八班。因現時校舍於1982年才竣工，故此校方在1981年至1982年曾借用柴灣角天主教小學讓學生上課。1982年，該校加設四班中四及六班中一，並將1984年7月14日訂為石籬天主教中學的校舍開幕典禮開放日，由胡振中樞機主持開幕儀式。後來於1985年加開兩班中六，令班別總數擴展至二十八班。雖然自願優化班級結構計劃於2010年開始推行，以紓緩部分中學收生不足而被殺校的壓力；石籬天主教中學的班級數目截2018年仍能維持在每級，即中一至中六各設四班，合共二十五班。
關於學科由1981年至1993年之前，石籬天主教中學的預科只設有高級程度科目給予學生選擇而沒有提供高級補充程度選修科現時在新高中學制推行下，預科制度已於2012年被取代。石籬天主教中學為鼓勵在學業、品行、課外活動、服務等方面有良好表現的學生，便實行「卓越石天人學生獎勵計劃」。最優異者會獲得「卓越石天人大獎」。另外，學校於運動方面亦有可留意之處。該校的手球隊在歷年學界的表現出色，例如在2009-2012連續三年獲得「全港學界精英手球賽」冠軍、在2011-2012年度中獲得「全新界丙組手球邀請賽」男子丙組冠軍、在2011年「全國中學生手球錦標賽」中得到女子高中組殿軍、「西貢盃手球賽」中得到女子組冠軍、「全港手球分齡賽」中得到女子兒童組季軍等。2016年女子隊重奪「全港學界精英手球賽」冠軍。
2011年，該校斜坡曾有破損情況，坡上樹根附近的砌石護面破裂。事後土木工程拓展署建議校方盡快維修。

## 校園設施
| (1)                                          | (2)                                          | (3)                                     | (4)                                           | (5)                                         |
| -------------------------------------------- | -------------------------------------------- | --------------------------------------- | --------------------------------------------- | ------------------------------------------- |
| - 小聖堂 - 英語角 - 輔導室 - 體育室 - 社工室 | - 科技室 - 美術室 - 音樂室 - 地理室 - 家政室 | - 圖書館 - 跳舞室 - 學生會室 - 領袖生室 | - 遠程教室 - 25間課室 - 3間電腦室 - 4間實驗室 | - 禮堂 - 園圃 - 學生活動中心 - 多媒體學習室 |

## 四社
該校設四社，分別為聖葛斯瑪社、聖若望社、聖達明社及聖斯德望社。

## 校園電視台
石籬天主教中學校園電視台，於2008年正式成立。早期活動已錄影為主，主要活動為協助早會網上直播、老師專訪、嘉賓訪問，以及協助各小組製作宣傳短片，進行後期剪接工作、並上載至校園電視台網頁。至2013年校園電視台更增設了攝影小組，與錄影小組一起負責校內外活動的影片及相片記錄。多年間，本台已為錄影室添置更多的拍攝及燈光器材，引入更高的直播技術，提高畫面質素，亦令全校師生都樂於參與直播時段。本台透過開發學生的創意思維，更特設短片及攝影創作課程，學習短片製作及拍攝技巧，同時亦參加學界及全港性的攝影及錄像比賽及攝影比賽，吸收經驗。

## 著名/傑出校友
- 賀文傑：香港男演員
- 方定國：普通科醫生
- 趙哲妤（2001年中二）：香港女藝人[36]
- 黃定康（1991年中六）：前炮台山循道衛理中學校長 、現任棉紡會中學校長[37]
- 梁婉婷（2005年中五）：九龍城區議會地區委員會界別議員
- 趙堅堂（1996年中五）：香港男演員、黑犬劇團藝術總監、2008年第十七屆香港舞台劇獎推薦獎項「傑出年青演員」得主[8]
- 盧頌之（2007年中五）：香港女演員及模特兒[8]
- 陳慧儀（1984年中五）：前香港女藝人[38]
- 郭宇翔（2019年中六）：香港男子二十歲以下手球代表隊運動員[39][40]
- 曾婉琳（2019年中六）：香港手球運動員、2018年亞洲運動會中國香港代表團成員[41][42]
- 何丹儀（2020年中六）：香港手球隊代表[43][44]

## 事件
- 2023年9月4日早上8時15分左右，一名17歲林姓中三學生因上一學期違反校規，被校長鄭惠兒責罵。及後，該學生在班房門外用雙手襲擊校長頭部，中拳的校長頭部有5處紅腫。事後該學生被警方以涉嫌「襲擊致造成實際身體傷害」拘捕。[45][46]

## 外部連結
- 石籬天主教中學 （页面存档备份，存于）
- 石籬天主教中學圖書館
- 石籬天主教中學facebook秘密專頁